# Stenus cubensis
Stenus cubensis är en skalbaggsart som beskrevs av Max Bernhauer. Stenus cubensis ingår i släktet Stenus och familjen kortvingar. Inga underarter finns listade i Catalogue of Life.